# 安氏擬雀鯛
安氏擬雀鯛（學名：Pseudochromis ammeri）為鱸形目鱸亞目擬雀鯛科的其中一種，為熱帶海水魚，分布於西太平洋印尼、巴布亞紐幾內亞至所羅門群島海域，深度10-45公尺，本魚體延長，體上半部藍灰色，下半部白色，體上具一有深色縱向條紋，從胸鰭基部延伸至尾柄，腹緣及體後半部各有一黃色縱向條紋，延伸至尾鰭，背鰭硬棘3枚、背鰭軟條 24-25枚、臀鰭硬棘3枚、臀鰭軟條14枚，體長可達6公分，棲息在水質清澈的獨立礁石，通常單獨或成小群活動，生活習性不明。

## 擴展閱讀
維基物種上的相關：安氏擬雀鯛